# ویسیان
ویسیان شهری است در استان لرستان در غرب ایران. این شهر مرکز بخش ویسیان از توابع شهرستان چگنی است.

## مردم‌شناسی

### زبان
مردم ویسیان لر هستند و به زبان لری گویش لری چگنی صحبت می‌کنند.

### جمعیت
بر پایه سرشماری عمومی نفوس و مسکن در سال ۱۳۹۵ جمعیت این شهر ۲٬۰۸۷ نفر (۶۱۹ خانوار) بوده است.